# Pewaukee (condado de Waukesha, Wisconsin)
Pewaukee es una villa ubicada en el condado de Waukesha en el estado estadounidense de Wisconsin. En el Censo de 2010 tenía una población de 8.166 habitantes y una densidad poblacional de 696,47 personas por km².

## Geografía
Pewaukee se encuentra ubicada en las coordenadas 43°5′12″N 88°15′9″O / 43.08667, -88.25250. Según la Oficina del Censo de los Estados Unidos, Pewaukee tiene una superficie total de 11.72 km², de la cual 10.69 km² corresponden a tierra firme y (8.79%) 1.03 km² es agua.

## Demografía
Según el censo de 2010, había 8.166 personas residiendo en Pewaukee. La densidad de población era de 696,47 hab./km². De los 8.166 habitantes, Pewaukee estaba compuesto por el 92.4% blancos, el 1.14% eran afroamericanos, el 0.21% eran amerindios, el 3.87% eran asiáticos, el 0.07% eran isleños del Pacífico, el 1.08% eran de otras razas y el 1.24% pertenecían a dos o más razas. Del total de la población el 3.5% eran hispanos o latinos de cualquier raza.